# Spejderkollegiet Virumgaard
 Der er for få eller ingen kildehenvisninger i denne artikel, hvilket er et problem. Du kan hjælpe ved at angive troværdige kilder til de påstande, som fremføres i artiklen.

Spejderkollegiet Virumgaard (I daglig tale forkortet til SKVG) er en forening der driver et kollegium, af samme navn, i Lyngby-Taarbæk Kommune, for kommunens spejdere samt FDF. Modsat et almindeligt Kollegium er der ingen krav om studieaktivitet på Spejderkollegiet Virumgaard, men derimod et krav om at beboerne skal være aktive ledere i kommunen. Kollegiet er dermed ejet og drevet af grupperne i kommunen, og modtager ingen offentlig støtte.
Kollegiet har igennem tiden haft en større betydning for unge spejdere og ledere i hele Københavnsområdet. Kollegiets store udfoldelsesmuligheder, beliggenhed nær offentlig transport og motorvej, samt betydningen af at beboerne er fordelt på tværs af spejderkopsne og FDF, har gjort stedet til et attraktivt sted for planlægningsmøder, aktivitetsmøder og sociale begivenheder, herunder mindre koncerter.

## Historie
Spejderkollegiet Virumgaard blev oprettet i februar 1990 på baggrund af et fælles ønske blandt kommunens spejder og FDF grupper om oprettelse af et fælles lederkollegium. Kollegiet har til huse på Kongevejen i Lyngby-Taarbæk Kommune, i hovedbygningen til den gamle landbrugsskole, der ved kollegiets oprettelse var ejet af Nationalmuseet. I februar 2015 blev kollegiets 25 års jubilæum fejret med reception, en måned efter at Lyngby-Taarbæk Kommune offentliggjort deres køb af grunden og nabogrunden, med henblik på at benytte området til en kommunal driftsplads. I efteråret 2015 modtog kollegiet den officielle ophævelse af lejekontrakten, og Spejderkollegiet Virumgaard flytter ud af dets nuværende bygning ultimo november 2016. På trods af et stort ønske blandt grupperne i kommunen, om forsat at havde et lederkollegium for spejderne, er der pr. forår 2016 endnu ikke fundet erstatning for lejemålet på Kongevejen.

## Kollegiet
Spejderkollegiet Virumgaard har til huse i den gamle landbrugsskoles hovedbygning, og kan huse ti beboere. I hovedbygningen er der indrettet ti lejemål, fire enkelt- og seks dobbeltværelser, fordelt på stue etagen og første sal. Beboerne har adgang til fælleskøkken, tekøkken, spisestue, tv-stue og en mindre opholdsstue, samt vaskerum og tre toiletter, to med badefaciliteter, og en fælles entré med vindfang og garderobe.
Tilhørende hovedbygningen er en større have, med en stor græsplæne, hvor beboerne igennem tiderne har drevet urtehave, kaninavl, og træavl, blandt andet taks-træ til langbue-fremstilling og beskyttelse af Virumgaard Æblet, hvor træet i haven i dag er én af kun to kendte overlevende fuldvoksne eksemplarer.